# Alenia Aermacchi
Alenia Aermacchi è stata una società italiana nel campo aeronautico fondata nel 1990 come Alenia Aeronautica; nella sua ultima costituzione era nata il 1º gennaio 2012 dalla fusione delle aziende (Alenia Aeronautica e Alenia SIA).
La società era impegnata nella progettazione, realizzazione, trasformazione e assistenza di una vasta gamma di velivoli e sistemi aeronautici sia civili che militari, per la maggior parte nell'ambito di collaborazioni con rilevanti industrie mondiali del settore.
L'ultimo amministratore delegato della società, prima della confluenza in Finmeccanica avvenuto il 31 dicembre 2015, è stato Filippo Bagnato.

## Aviazione militare

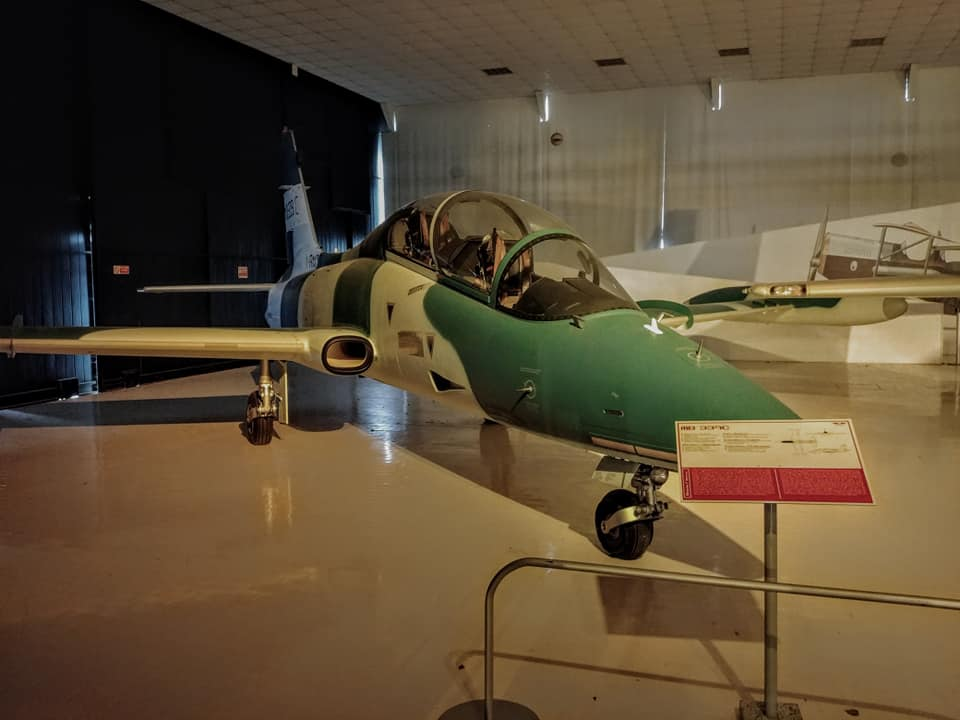
Prototipo dell'addestratore militare MB-339 esposto al Parco e Museo di Volandia.

Progettava e realizzava, direttamente o tramite partecipazione a consorzi e collaborazioni internazionali, velivoli da difesa, da trasporto militare e da pattugliamento e si occupa delle manutenzioni, revisioni, trasformazioni e modifiche (retrofit upgrade) dei velivoli da lei prodotti.
Tra questi i velivoli come l'Eurofighter Typhoon, l'AMX Ghibli, il Tornado, il G.222, sostituito dal più versatile C-27J, e l'ATR 42 MP Surveyor. Alenia Aermacchi partecipava inoltre alla progettazione e realizzazione di strutture per il cacciabombardiere tattico statunitense F35 Lightning II (JSF).
Ha costruito Sky-X e Sky-Y, due velivoli in grado di volare con l'ausilio del pilota collegato in remoto (quindi della famiglia degli UAV). La differenza tra i due sta nella propulsione. Il primo è spinto da un piccolo motore a getto prodotto dalla Microturbo, mentre il secondo da un'elica spingente mossa da un motore diesel (il JTD di casa FIAT, opportunamente modificato per il volo ad alte quote). È inoltre in fase di sviluppo un altro velivolo, sempre senza pilota, denominato Molynx, che sarà in grado di effettuare missioni di ricognizione e sorveglianza del suolo di lunga durata, volando a elevatissime quote. I dimostratori tecnologici prodotti sono gli apripista di tutta una famiglia di velivoli unmanned in corso di sviluppo, alcuni dei quali saranno prodotti in joint venture con il gruppo Mubadala Investment.

## Aviazione commerciale
Alenia Aermacchi svolgeva un ruolo centrale nel comparto dell'aviazione commerciale. Attraverso la collaborazione paritetica con la Aérospatiale (oggi confluita in Airbus Group), l'azienda ha realizzato la famiglia di velivoli turboelica ATR 42 e 72 per il trasporto regionale.
L'azienda collaborava da lungo tempo con Boeing e partecipava, fornendo parti strutturali, ai programmi riguardanti i velivoli B767, B777, B717, B757 e partecipava (quota del 26 %) alla realizzazione di due sezioni di fusoliera (Grottaglie) e dello stabilizzatore orizzontale (Foggia) del B787, il nuovo e "super efficiente" aereo commerciale della Boeing in Composito. La collaborazione con Airbus include forniture di parti strutturali per gli A321 e, attraverso EADS, la società fornisce parti per gli A300/310, A330 e A340-500/600. Alenia Aermacchi partecipava, inoltre, al nuovo programma A380, il velivolo più grande mai realizzato dalla società europea, con la costruzione di sezioni di fusoliera. Con Dassault Aviation l'azienda è stata impegnata nella realizzazione del Falcon 2000, del Falcon 900EX e del Neuron. Infine troviamo Alenia impegnata nel progetto Sukhoi Superjet 100.

## Vittoria Orieno
Nel campo delle trasformazioni Alenia Aermacchi, attraverso l'incorporata società Alenia Aeronavali (assorbita dal 1º gennaio 2010), ex-Officine Aeronavali Venezia, detiene una posizione di rilievo internazionale, operando su molti dei più importanti aerei sia militari che civili ed avendo, inoltre, una vasta esperienza nelle attività di revisione e manutenzione.

## Sedi e stabilimenti in Italia

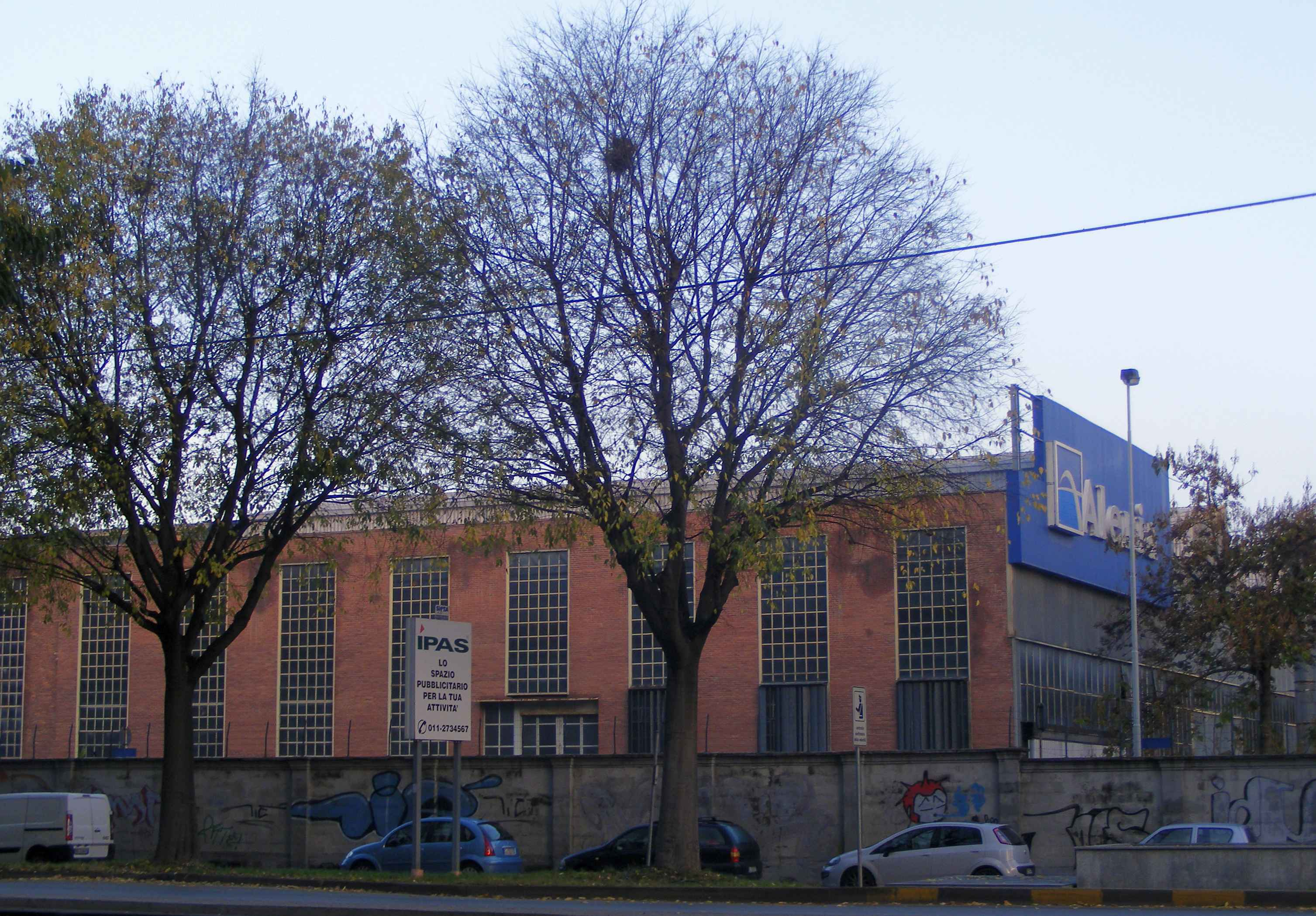
Lo stabilimento di Torino

La sede legale di Alenia Aermacchi era situata presso lo stabilimento di Venegono Superiore (ex Aermacchi e dal 2016 Leonardo - Finmeccanica), suscitando proteste a causa dello spostamento di questa dall'area metropolitana di Napoli, mentre gli stabilimenti di Pomigliano d'Arco e Torino Caselle dal 2016 di Leonardo - Finmeccanica, erano rispettivamente le sedi dei settori aerei civili e aerei da difesa. Al momento della fusione, a Venegono si trovava già la sede della Aermacchi che era la più piccola società partecipata del gruppo (venne acquisita da Finmeccanica nel 2002), ma che, a causa di ciò, si trovò così ad esprimere il management di un'azienda molto più grande, quale l'Alenia, che in quel momento era colosso dell'aeronautica civile in Italia, che aveva sede storica a Napoli.
A tal proposito, sorsero dei dubbi sul fatto che questa decisione fosse meramente di carattere politico, anche perché tra i principali dirigenti della Aermacchi figurava Emilia Macchi (figlia di uno dei due storici fondatori dell'azienda Aermacchi), moglie del ministro dell'Interno dell'epoca (2011) Roberto Maroni (tra i principali politici della Lega Nord). Infatti, oltre la metà dei 1200 lavoratori da esubero, ovvero circa 600 posti di lavoro, toccò alla sola regione Campania.
Altri stabilimenti di Alenia Aermacchi nel napoletano si trovavano a Casoria (chiuso nel 2013, con 450 lavoratori che furono trasferiti a Nola), Nola e Capodichino (chiusa nel 2015 e i lavoratori confluiti in Atitech) dove si sono assemblate le fusoliere e realizzate parti miscellanee per tutti i programmi civile e militari, sia di produzione interna che in subfornitura.
Nell'area del Torinese sono presenti gli stabilimenti: uno in Corso Francia a Torino (ex Corso Marche), due a Caselle, presso l'aeroporto (Stabilimenti Alenia Caselle Nord e Campo Volo Caselle Sud), e fino al 2013 quello di Strada del Lionetto a Torino (ex Alenia SIA).
Altri stabilimenti si trovano a Foggia (fibre di carbonio e materiali compositi) e Grottaglie (TA) (sezioni di fusoliera); a Tessera (VE), Capodichino e Brindisi (stabilimento chiuso a novembre 2010) sono situati gli stabilimenti ex Alenia Aeronavali ed a Nerviano (MI) stabilimento ex Galileo Avionica.